# Classe multisseriada
Classes multisseriadas caracterizam um fenômeno recorrente no sistema educacional brasileiro. Nestas classes, alunos de idades e níveis educacionais diversos são instruídos por um mesmo professor.
As classes multisseriadas ocorrem em regiões — notadamente as rurais — onde a escassez de professores, alunos ou recursos inviabiliza a existência de uma escola moderna típica, com alunos distribuídos por classes conforme a idade e atendidos por um ou mais professores específicos
O tipo de ensino proporcionado pelas classes multisseriadas, têm sido, ao longo da história considerado distante do ideal, sendo atualmente alvo de várias abordagens teóricas e práticas que tentam levantar os problemas deste sistema tanto do ponto de vista do aluno, quanto do professor, visando encontrar alternativas ou rotas de melhorias em relação a este formato.